# Verrucaria murina
Verrucaria murina är en lavart som beskrevs av William Allport Leighton. 
Verrucaria murina ingår i släktet Verrucaria och familjen Verrucariaceae.  Arten är reproducerande i Sverige. Inga underarter finns listade i Catalogue of Life.